# Psychocampa mawaja
Psychocampa mawaja is een vlinder uit de familie van de Mimallonidae. De wetenschappelijke naam van de soort is voor het eerst geldig gepubliceerd in 1922 door Dognin.